# 古里尚丈
古里 尚丈（ふるさと なおたけ、1961年5月3日 - ）は、日本のアニメーションプロデューサー。株式会社おっどあいくりえいてぃぶ代表取締役。青森県上北郡七戸町出身。血液型A型。あだ名は「サンライズのミスター子供番組」。

## プロフィール
写真関係の専門学校を卒業後、1982年に日本アニメーションに制作進行として入社。スタジオジブリで『天空の城ラピュタ』の制作進行を経て、1988年にサンライズに入社。「勇者シリーズ」の『勇者エクスカイザー』から『黄金勇者ゴルドラン』中盤まで、設定制作や制作デスク、APを務め、『ゴルドラン』の終盤からメインプロデューサーに就任。
1996年から1999年まで、OVA版『新世紀GPXサイバーフォーミュラ』シリーズ制作のために第10スタジオを設立。1998年にTV向け作品として『星方武侠アウトロースター』を、翌年には同一世界観を用いた『星方天使エンジェルリンクス』をプロデュースした。2000年には『GEAR戦士電童』、2001年から2003年には『激闘!クラッシュギアTURBO』、2003年には『出撃!マシンロボレスキュー』といった子供向け番組路線を4年間プロデュース。なお『出撃!マシンロボレスキュー』をもって第8スタジオに転籍することとなる。
2004年には「舞-HiMEプロジェクト」のプロトタイプでありシリーズ第1弾の『舞-HiME』を、2005年には『舞-乙HiME』をプロデュース。
その後、『舞-乙HiME』の続編OVA『舞-乙HiME Zwei』を制作。また2007年にはバンダイナムコグループ統合後、サンライズでは初めてナムコ作品のアニメ化となる『アイドルマスター XENOGLOSSIA』を制作する他、4年ぶりの子供向け番組新企画路線を企画中としていた（これが後の『ファイ・ブレイン 神のパズル』のことだったのかは不明）。
2011年の2月をもってサンライズを退社し、おっどあいくりえいてぃぶを設立。その後『ファイ・ブレイン 神のパズル』、『クロスアンジュ 天使と竜の輪舞』でプロデューサーを担当した（共にサンライズ作品）。

## 逸話
嫌煙家であり、近くでタバコを吸われるのがつらいと語っている。ただし、タバコや煙がつらいのであって喫煙者を嫌っているわけではない（場所を限定されて吸う人たちに同情のコメントを出している）とのこと。以前、系列会社のサンライズインタラクティブによく足を運んでいたが（本人は「遊びにいった」とコメント）、その理由の一つは、サンライズ時代からの仕事仲間である塚田廷式（つかだたかのり）がタバコを吸わないので、事務所に煙や臭いがない過ごしやすい環境にあったためだと『サンライズラヂオEX。』出演時に自己分析している。
アニメ監督の福田己津央とはOVA版『新世紀GPXサイバーフォーミュラ』の時期から非常に深い関係を築いており、自身の手がける作品で何度も福田と組んでいる。又、福田の妻で脚本家の両澤千晶が唯一、福田が監督ではない作品として参加した『星方武侠アウトロースター』は古里がプロデューサーを務めている。

## 参加作品

### テレビアニメ
1983年
- ミームいろいろ夢の旅（制作進行）

1988年
- ミスター味っ子（設定制作）

1990年
- 勇者エクスカイザー（設定制作）

1991年
- 太陽の勇者ファイバード（制作デスク）

1992年
- 伝説の勇者ダ・ガーン（制作デスク）

1993年
- 勇者特急マイトガイン（制作デスク）

1994年
- 勇者警察ジェイデッカー（制作デスク）

1995年
- 黄金勇者ゴルドラン（アシスタントプロデューサー）

1998年
- 星方武侠アウトロースター（プロデューサー）

1999年
- 星方天使エンジェルリンクス（プロデューサー）

2000年
- DINOZAURS : THE SERIES（企画プロデューサー）
- GEAR戦士電童（プロデューサー）

2001年
- 激闘!クラッシュギアTURBO（プロデューサー）

2003年
- 出撃!マシンロボレスキュー（プロデューサー）

2004年
- 舞-HiME（プロデューサー）

2005年
- 舞-乙HiME（プロデューサー）

2007年
- アイドルマスター XENOGLOSSIA（プロデューサー）

2009年
- 宇宙をかける少女（プロデューサー）

2011年
- ファイ・ブレイン 神のパズル（アニメーションプロデューサー）

2012年
- ファイ・ブレイン 神のパズル（第2シリーズ、アニメーションプロデューサー）

2013年
- ファイ・ブレイン 神のパズル（第3シリーズ、アニメーションプロデューサー）

2014年
- クロスアンジュ 天使と竜の輪舞（企画プロデューサー）

2018年
- 少女☆歌劇 レヴュースタァライト（企画協力）

2024年
- グレンダイザーU（制作統括）

### 劇場アニメ
1986年
- 天空の城ラピュタ（制作進行）

2002年
- 激闘!クラッシュギアTURBO カイザバーンの挑戦!（プロデューサー）

2020年
- 劇場版 少女☆歌劇 レヴュースタァライト ロンド・ロンド・ロンド（企画協力）

2021年
- 復興応援 政宗ダテニクル 合体版＋（企画・プロデューサー）
- 劇場版 少女☆歌劇 レヴュースタァライト（企画協力）

### OVA
1996年
- 新世紀GPXサイバーフォーミュラ SAGA（プロデューサー）

1998年
- 新世紀GPXサイバーフォーミュラSIN（プロデューサー）

2006年
- 舞-乙HiME Zwei（プロデューサー）

2008年
- 舞-乙HiME 0〜S.ifr〜（プロデューサー）

### Webアニメ
- 愛姫アニメーション（2019年、アソシエイトプロデューサー）

### ゲーム
- ザクセスヘブン（2015年、企画・原作）

### 雑誌企画
- メガミマガジン・放課後のラッキーりすぽーん（2019年、原案・原作）